# Nuoto ai XVIII Giochi del Mediterraneo - 100 metri rana femminili
La gara dei 100 metri rana femminili dei XVIII Giochi del Mediterraneo si è svolta il 24 giugno 2018. Al mattino si sono svolte le batterie, mentre la finale si è disputata nel pomeriggio.

## Podio
| Pos. | Atleta                  | Nazione |
| ---- | ----------------------- | ------- |
|      | Jessica Vall            | Spagna  |
|      | Marina García Urzainqui | Spagna  |
|      | Arianna Castiglioni     | Italia  |

## Record
Prima della manifestazione il record del mondo (RM) e il record dei Giochi del Mediterraneo (RG) erano i seguenti.
|  | 1'04"13 | Lilly King     | 25 luglio 2017 Budapest |
|  | 1'08"47 | Roberta Panara | 27 giugno 2009 Pescara  |

Durante la competizione è stato migliorato il seguente record:
|  | 1'07"83 | Marina García Urzainqui |
|  | 1'07"19 | Jessica Vall            |

## Risultati

### Batterie
| Pos. | Batteria | Corsia | Atleta                  | Nazionalità          | Tempo   | Note |
| ---- | -------- | ------ | ----------------------- | -------------------- | ------- | ---- |
| 1    | 2        | 3      | Marina García Urzainqui | Spagna               | 1'07"83 | Q    |
| 2    | 2        | 4      | Jessica Vall            | Spagna               | 1'07"90 | Q    |
| 3    | 2        | 5      | Martina Carraro         | Italia               | 1'08"12 | Q    |
| 4    | 1        | 4      | Arianna Castiglioni     | Italia               | 1'08"45 | Q    |
| 5    | 1        | 5      | Tjaša Vozel             | Slovenia             | 1'09"73 | Q    |
| 6    | 1        | 2      | Gülşen Beste Samancı    | Turchia              | 1'09"92 | Q    |
| 7    | 1        | 3      | Tina Čelik              | Slovenia             | 1'10"06 | Q    |
| 8    | 2        | 6      | Viktoriya Zeynep Güneş  | Turchia              | 1'10"76 | Q    |
| 9    | 1        | 6      | Solène Gallego          | Francia              | 1'11"07 |      |
| 10   | 2        | 2      | Raquel Gomes Pereira    | Portogallo           | 1'11"10 |      |
| 11   | 1        | 7      | Maria Drasidou          | Grecia               | 1'11"93 |      |
| 12   | 2        | 7      | Emina Pašukan           | Bosnia ed Erzegovina | 1'12"33 |      |

### Finale
| Pos. | Corsia | Atleta                  | Nazionalità | Tempo   | Note |
| ---- | ------ | ----------------------- | ----------- | ------- | ---- |
|      | 5      | Jessica Vall            | Spagna      | 1'07"19 |      |
|      | 4      | Marina García Urzainqui | Spagna      | 1'07"58 |      |
|      | 6      | Arianna Castiglioni     | Italia      | 1'07"85 |      |
| 4    | 3      | Martina Carraro         | Italia      | 1'08"20 |      |
| 5    | 8      | Viktoriya Zeynep Güneş  | Turchia     | 1'09"68 |      |
| 6    | 2      | Tjaša Vozel             | Slovenia    | 1'09"72 |      |
| 7    | 1      | Tina Čelik              | Slovenia    | 1'10"41 |      |
| 8    | 7      | Gülşen Beste Samancı    | Turchia     | 1'10"92 |      |